# USS Sims (DD-409)
 (mai 2025).
Pour les autres navires du même nom, voir USS Sims.
L'USS Sims (DD-409) est un destroyer de classe Sims de la Marine des États-Unis lancé en 1939. Il porte le nom de l'amiral William Sims (1858-1936)

## Au combat
Le Sims se joint en 1942 au groupe aéronaval du USS Yorktown pour former la Task Force 17. Il participe aux raids du 28 janvier 1942 sur les îles Gilbert et Marshall contre les forces armées japonaises. 
Le 7 mai, le Sims est repéré par des bombardiers ennemis des porte-avions Shokaku et Shôho alors qu'il escorte le pétrolier Uss Neosho. Les avions japonais, pensant avoir trouvé un porte-avions, les attaquent. Pas moins de 4 vagues de plus de 50 appareils s'en prennent à eux. Face à la puissance aérienne ennemie, le bâtiment américain se défendra de son mieux, jusqu'à ce qu'une explosion dans son appareil propulsif ne torde sa coque et une autre explosion massive ne le soulève à 15 pieds (4,572 mètres). Dans un canot de sauvetage en piètre état, le chef signaleur R.J. Dicken recueillera 15 autres survivants jusqu'à ce que le destroyer Uss Henley les récupère le 11 mai 1942

### Ouvrages
- (en) Don Keith, The Ship That Wouldn't Die : The saga of the USS Neosho, New York, New American Library, 2015, 400 p. (ISBN 978-0-451-47000-3).
- (en) Dan Verton, Grace Under Fire : The Sinking of the U.S.S. Sims and the Amazing Story of Its 13 Survivors, Outskirts Press, 2006, 140 p. (ISBN 978-1-59800-581-3).

### Ressources numériques
- (en) « Sims I (DD-409) », sur Dictionary of American Naval Fighting Ships, département de la Marine, Naval History & Heritage Command, 9 septembre 2015 (consulté le 11 novembre 2016).
- (en) Robert James Dicken, « Personal observations of SIMS #409 disaster », sur ibiblio.org (consulté le 3 octobre 2015).